# Wilhelm Rohr
Pour les articles homonymes, voir Rohr.
Wilhelm Rohr (19 mai 1877 à Metz- 8 mars 1930 à Lübeck) est un officier supérieur allemand. Il fut commandant du Sturm-Bataillon Nr.5 (Rohr), pendant la Première Guerre mondiale.

## Biographie

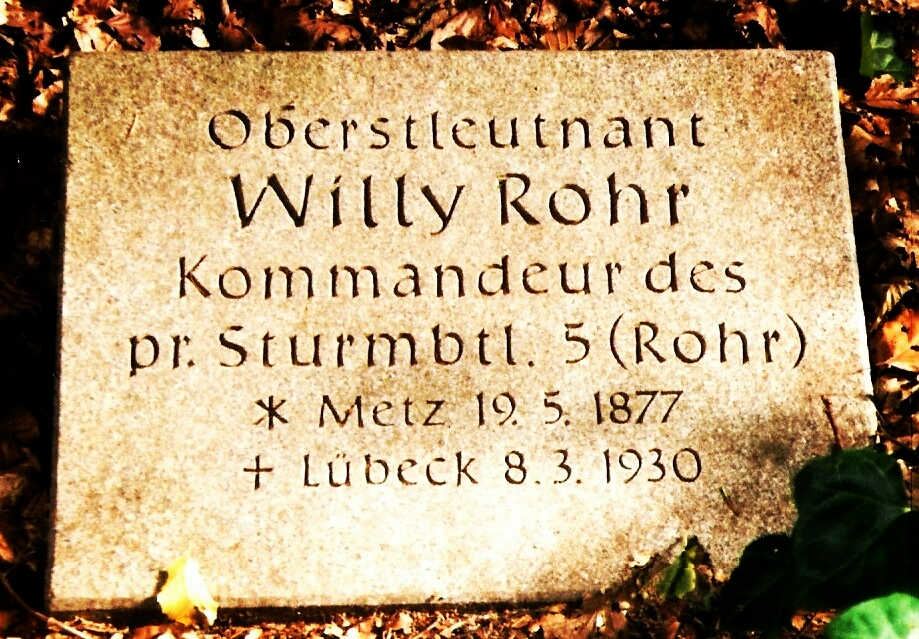
Tombe de Willy Rohr dans le cimetière de Lübeck.

Wilhelm Martin Ernst Rohr, ou Willy Rohr, naît le 19 mai 1877, à Metz, une ville de garnison animée de l'Alsace-Lorraine. Avec sa ceinture fortifiée, Metz est alors la première place forte du Reich allemand, constituant une pépinière de militaires d'exception. Après sa scolarité à Karlsruhe et à Bensberg, Wilhelm Rohr choisit, comme le fera un plus tard son compatriote Hans Benda, la carrière des armes.
Wilhelm Rohr intègre donc l'école militaire prussienne de Groß-Lichterfelde, près de Berlin. Il en sort Leutnant, sous-lieutenant, en 1896, pour être affecté au 66e régiment d'infanterie à Magdebourg. De 1899 à 1903, Rohr est détaché comme formateur à l'école des sous-officiers de Potsdam. Wilhelm Rohr retrouve ensuite son régiment, comme officier de compagnie, avant d'être promu Oberleutnant, lieutenant, en 1906. En 1912, le lieutenant Rohr est détaché comme formateur au 161e régiment d'infanterie, à Düren, entre Cologne et Aix-la-Chapelle. Là, Wilhelm Rohr est promu Hauptmann, capitaine. À sa demande, le capitaine Rohr est muté au bataillon de tirailleurs de la Garde (de) de Groß-Lichterfelde, où il commande une compagnie.

### Première Guerre mondiale

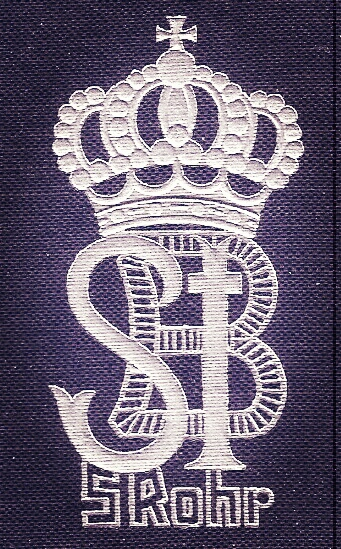
Sturm-Bataillon Nr. 5 (Rohr)

Lorsque la Première Guerre mondiale éclate, le capitaine Rohr combat avec son unité dans l'Aisne, en Champagne et en Alsace, notamment au Hartmannswillerkopf. En 1915, Rohr est transféré dans la nouvelle unité du Major Calsow, une unité de combat spéciale formée par le général Hans Gaede, et dotée de canons légers. Après des pertes importantes sur le front occidental, notamment dans les Vosges alsaciennes, l'unité est reformée à Kaiserstuhl. Le capitaine Rohr en prend le commandement le 8 septembre 1915. Il entraîne alors le Sturm-Bataillon Nr.5 pour en faire une véritable unité d'élite. Faisant partie des troupes de choc, cette unité est dotée de mortiers de tranchée, de mitrailleuses MG08 et de lance-flammes, et ses hommes sont parmi les premiers à recevoir un casque en acier et des grenades offensives. Le capitaine Rohr élabore des tactiques offensives nouvelles, qu'il expérimente avec succès dans les Vosges dès l'automne 1915.
Mettant son expérience à profit, Rohr participe à l'offensive de Verdun en février 1916. Rattaché à la 5e armée allemande, le détachement de Rohr a ensuite pour mission de former les officiers d'infanterie au lancé de grenades. Dénommé officiellement Sturm-Bataillon Nr. 5 (Rohr) le 7 février 1917, le détachement de Rohr devient le 1er Sturm-Panzer-Kraftwagen-Abteilung en janvier 1918. Rohr est promu Major, commandant, peu après. En octobre 1918, le commandant Rohr effectue une dernière mission à Spa, pour protéger l'Empereur, avant que son bataillon ne soit dissous à Schwelm.

### Après guerre

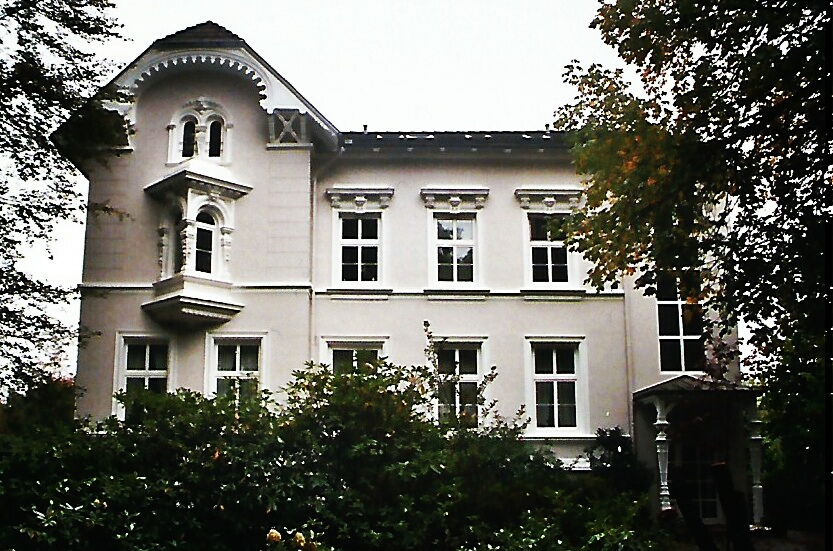
Résidence du directeur de la Lübecker Getreidebank.

Après l'Armistice, le commandant Rohr est versé dans le 29e Infanterie-Regiment, en 1920. En 1921, au moment de la formation de la nouvelle Reichswehr, Rohr est mis en disposition, avec le grade de Oberstleutnant, lieutenant-colonel. L'armée allemande perdait ainsi un de ses meilleurs éléments. N'ayant plus de commandement effectif, Wilhelm Rohr se retira à Lübeck, où il exerça comme directeur de la Lübecker Getreidebank (Banque de céréales de Lübeck) et où il décéda en 1930.

## Distinctions
- Ordre de la Couronne (Prusse) 4e Classe[6]
- Chevalier de l'ordre de Dannebrog[6]
- Chevalier de la Ordre d'Isabelle la Catholique[6]
- Ordre d'Isabelle la Catholique 1re Classe[6]